# Hanna Audziejenka
Hanna Wasileuna Audziejenka (biał. Ганна Васілеўна Аўдзеенка, ros. Анна Васильевна Авдеенко, Anna Wasiljewna Awdiejenko; ur. 23 lutego 1927 w Wałokach w rejonie chojnickim) – białoruska śpiewaczka, solistka Państwowego Chóru Ludowego Białorusi.

## Życiorys
Urodziła się 23 lutego 1927 roku we wsi Wałoki, w rejonie chojnickim okręgu rzeczyckiego Białoruskiej SRR, ZSRR. W latach 1952–1982 była solistką (niski alt) w Państwowym Chórze Ludowym Białoruskiej SRR. Dobrze wyczuwała i oddawała osobliwości stylu poleskich pieśni ludowych. Występowała w składzie wokalnego oktetu i w duecie z Maryją Adamiejką.

## Odznaczenia
- Zasłużona Artystka Białoruskiej SRR (1966)[1].